# Clamecy (Nièvre)
Clamecy /klamˈsi/ è un comune francese di 4 571 abitanti situato nel dipartimento della Nièvre nella regione della Borgogna-Franca Contea.

## Società

### Evoluzione demografica
Abitanti censiti

## Amministrazione

### Gemellaggi
- Gelnhausen, dal 1962
- Grandes-Piles, dal 1996